# Viavenator exxoni
Viavenator exxoni es la única especie conocida del género extinto Viavenator es un género de dinosaurio terópodo abelisáurido, que vivió a finales del período Cretácico, hace aproximadamente entre 86 a 83 millones de años durante el Santoniense, en lo que es hoy Sudamérica. La especie tipo y única conocida, Viavenator exxoni, fue descrita y nombrada en 2016 por Leonardo Sebastián Filippi, Ariel Hernán Méndez, Rubén Darío Juárez Valieri y Alberto Carlos Garrido. El nombre del género se deriva de los términos en latín via, "camino", y venator, "cazador". El nombre específico rinde homenaje a la compañía petrolera Exxon por contribuir con la financiación de las excavaciones.

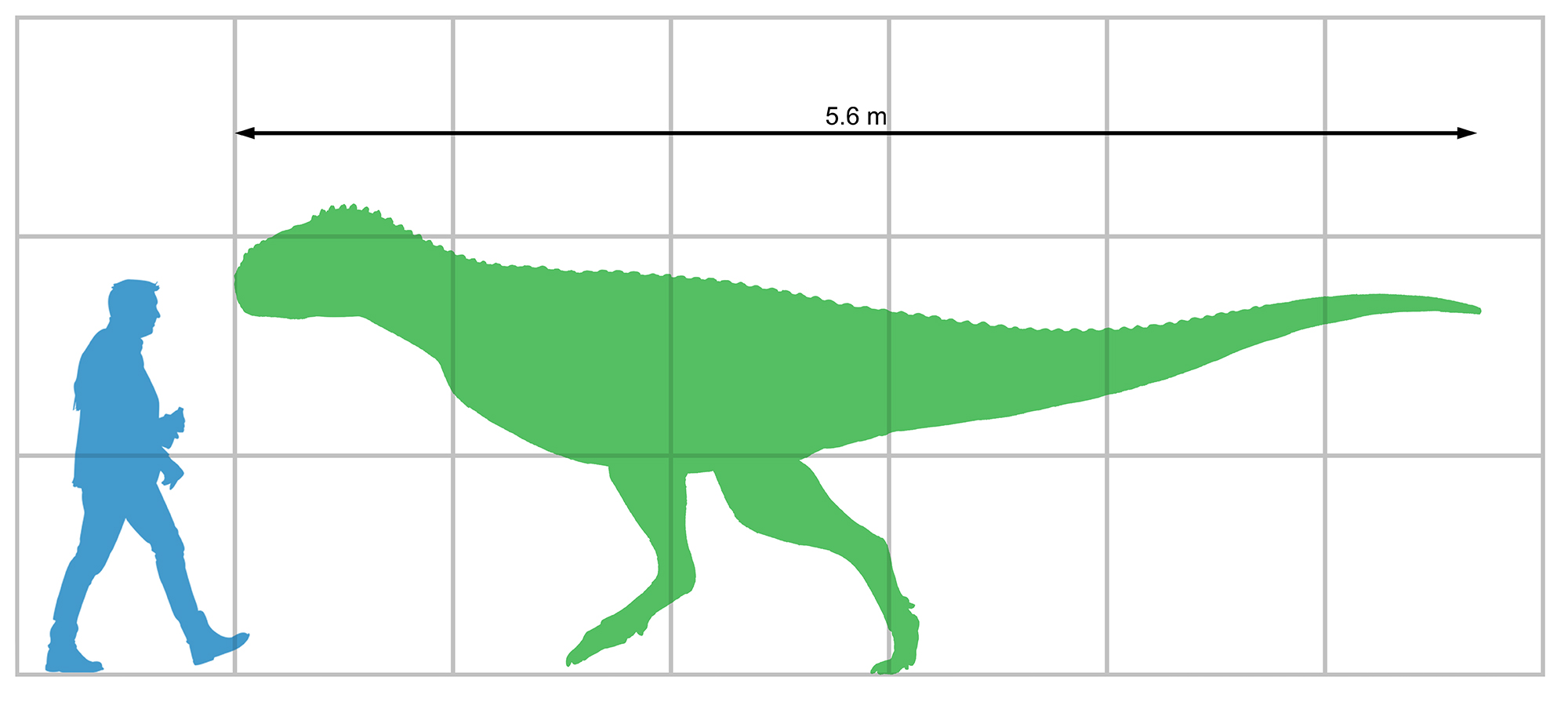
Comparación del tamaño de Viavenator exxoni con un humano

El fósil holotipo, catalogado como MAU-Pv-LI 530, fue encontrado en el sitio La Invernada, en el noroeste de la Patagonia Argentina, que se encuentra en una capa de la Formación Bajo de la Carpa que data del Santoniense. Consiste en un esqueleto parcial con el cráneo. Se han conservado del cráneo el neurocráneo y siete vértebras del cuello, costillas cervicales, dos vértebras anteriores, una serie de cinco vértebras dorsales, doce vértebras de la cola aisladas, un cheurón de una vértebra caudal posterior, un escapulocoracoides de la cintura escapular, una espoleta, las costillas del vientre (gastralia) y un arco hemal. Los huesos están en buenas condiciones. Los fósiles son parte de la colección del Museo Municipal Argentino Urquiza. Las apófisis espinosas de no solo las vértebras caudales, así como las vértebras se ensanchan en la parte superior extrema en vista lateral en forma de hacha. Habría tenido 5,6 metros de largo.
Viavenator es clasificado como miembro de la familia Abelisauridae. Además es un miembro del clado Brachyrostra y dentro de este, se encuentra en una posición basal de un clado más pequeño que fue nombrado por Filippi et al., Furileusauria, junto con Carnotaurus, los Abelisaurinae, Quilmesaurus y Pycnonemosaurus. Los Furileusauria son definidos como el grupo consistente de Carnotaurus sastrei y todos los géneros más cercanamente relacionados con este que a Ilokelesia, Skorpiovenator o Majungasaurus. Esto habría significado que Viavenator estaba más cerca de Carnotaurus que de Majungasaurus.
Viavenator poseía una morfología cerebral similar a Aucasaurus, otro abelisáurido sudamericano y tenía un oído interno similar. En comparación con el abelisáurido de Madagascar Majungasaurus, Viavenator dependía más de los movimientos rápidos de la cabeza y de los sofisticados mecanismos de estabilización de la mirada, sin embargo, ambos géneros tenían un rango de audición similar según los exámenes y tomografías computarizadas posteriores del cráneo.